# 刘国强 (1953年)
刘国强（1953年12月—），男，辽宁本溪人，中华人民共和国政治人物。大连铁道学院（今大连交通大学）电气工程系工业电气自动化专业毕业，东北大学自控系工企自动化专业研究生，工学硕士。高级工程师，享受国务院特殊专家津贴待遇。第十届、十一届全国人大代表。

## 生平
1968年10月参加工作，历任本溪钢铁公司技术员、车间副主任、科长、厂长助理、副厂长、厂长、集团公司副总经理、总经理，本溪市委副书记、代市长、市长等职。2001年5月，任辽宁省人民政府副省长。他主管工业和安全生产工作。2005年2月14日，辽宁孙家湾矿难爆发，200余名矿工死亡，刘国强被停职检查。2013年1月，任政协辽宁省第十一届委员会副主席。2017年1月，不再担任辽宁省政协副主席。
2020年7月13日，中央纪委国家监委宣布劉國強涉嫌嚴重違紀違法，正在接受紀律審查和監察調查。
2021年1月11日，中央纪委国家监委宣布给予刘国强开除党籍处分；按规定取消其享受的待遇；终止其辽宁省第十二次党代会代表资格；收缴其违纪违法所得；将其涉嫌犯罪问题移送检察机关依法审查起诉，所涉财物一并移送。通报显示，刘国强除了收礼敛财、对家人失管失教、违反保密规定等，还存在诸如初心不正、思想不纯，与党离心离德的问题，以及盲目听信“政治骗子”，花费巨资跑官买官被骗。
2021年8月19日，天津市第一中级人民法院公开审理刘国强受贿一案。天津市人民检察院第一分院起诉指控，2006年至2020年，刘国强利用担任辽宁省副省长、政协副主席等职务上的便利，为他人在企业经营和职务晋升等事项上提供帮助，非法收受他人所送财物，共计折合人民币3.5247亿余元。刘国强当庭表示认罪悔罪。他的涉案金额是中共十八大以来辽宁省落马的省部级干部之最，是辽宁省委原书记王珉（1.46亿元）的两倍有余。
2022年10月8日，天津市第一中级人民法院一審宣判，以受賄罪判处被告人刘国强死刑，缓期二年执行，剥夺政治权利终身，并处没收个人全部财产，在其死刑缓期执行二年期满依法减为无期徒刑后，终身监禁，不得减刑、假释；对扣押在案的受贿所得财物依法予以追缴，上缴国库，不足部分继续追缴。

## 家庭
- 其妻陈持平为本钢国贸公司辽本公司副经理，2009年6月1日结束对巴西铁矿的考察后，乘坐法航AF447航班返航时遇难[7]。